# Брусничный соус

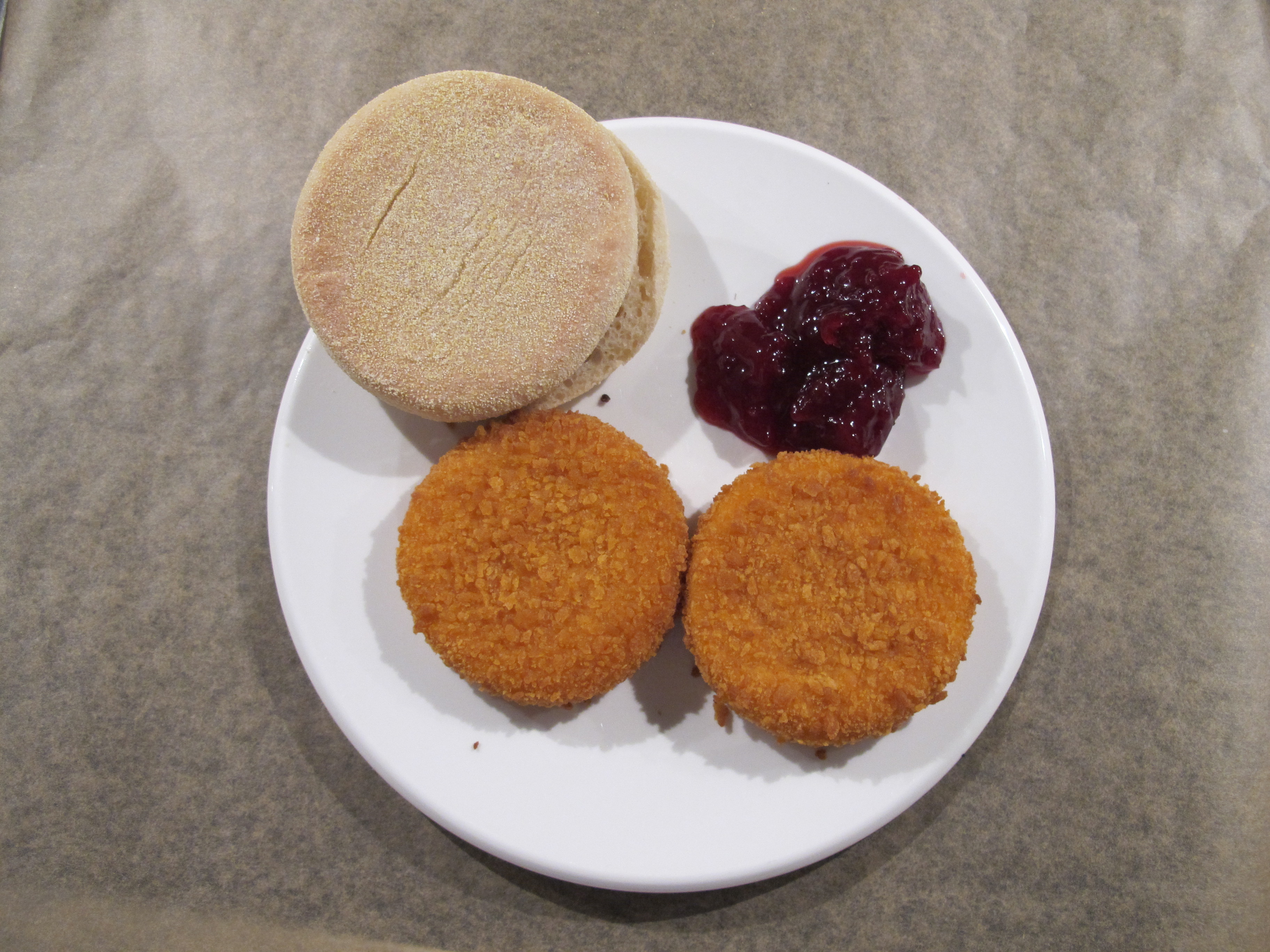
Жаренный в панировке камамбер, сервированный с брусничным соусом и булкой

Брусничный соус (иногда брусничное варенье) — сладкий соус из ягод брусники с добавлением сахара. В европейских кухнях брусничный соус традиционно подают к жареной индейке, курам, цыплятам, дичи и мясу диких животных. Классической комбинацией считается также брусничный соус и жареный камамбер.
В австрийской кухне брусничный соус подают к венскому шницелю, в польской кухне — к картофельным оладьям. Фирменное блюдо финского Тампере — кровяную чёрную колбасу традиционно сервируют с брусничным соусом.
Для приготовления соуса свежие ягоды брусники отваривают в воде до мягкости, отвар сливают, а ягоды протирают через сито. Брусничное пюре разводят ягодным отваром и вином, кипятят с сахаром и корицей и загущивают картофельным крахмалом.